# 戈德納湖
52°8′8.7″N 13°58′14.2″E / 52.135750°N 13.970611°E

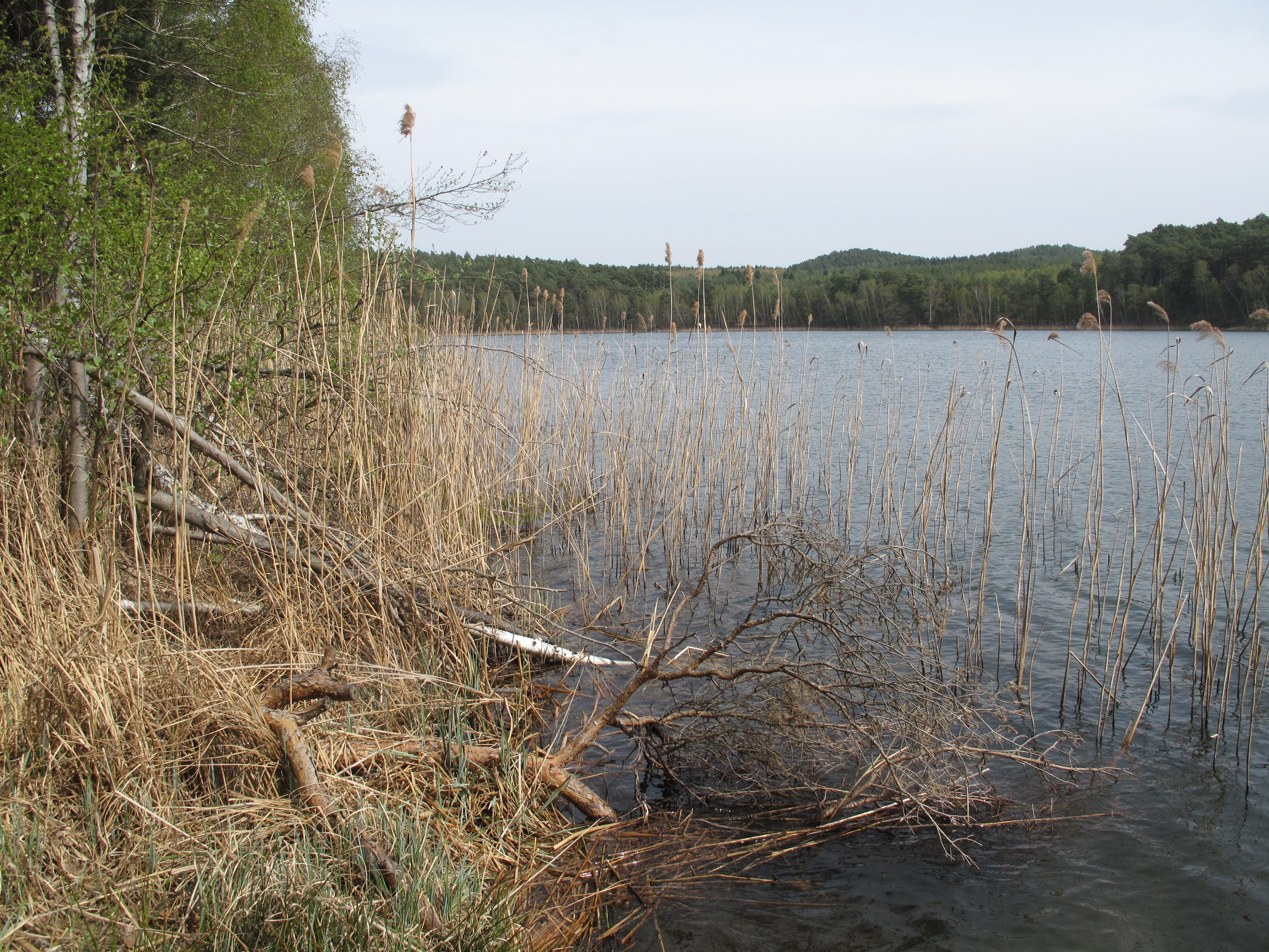

戈德納湖（德語：Godnasee），是德國的湖泊，位於該國東北部，由勃蘭登堡州負責管轄，處於奧得-施普雷縣，長0.8公里、寬0.3公里，面積0.19平方公里，海拔高度43米，平均水深5.5米，最大水深6.5米。